# Albertisia cordifolia
Albertisia cordifolia är en tvåhjärtbladig växtart som först beskrevs av Mangenot och Miege, och fick sitt nu gällande namn av Lewis Leonard Forman. Albertisia cordifolia ingår i släktet Albertisia och familjen Menispermaceae. Inga underarter finns listade i Catalogue of Life.